# Glen Meadows
Glen Paul Meadows (Joliet, 20 januari 1974) is een Amerikaanse acteur.

## Levensloop en carrière
Meadows begon zijn acteercarrière in 2002 Tussen 2004 en 2005 speelde hij in Black Tie Nights. Zijn andere filmrollen bevinden zich allemaal in het softerotische genre. Hij is gehuwd met actrice Beverly Lynne.

## Beknopte filmografie
- Black Tie Nights, 2004-2005